# Fulltofta (naturområde)
Fulltofta är ett natur- och strövområde i Hörby kommun som sköts av Stiftelsen Skånska Landskap och omfattar både en del av Östra Ringsjön och området kring Fulltofta by. Friluftsområden är ett av Skånes största med cirka femtontalet vandringsstigar, mountainbikeled och ridled. I området finns tre naturreservat inrättade. 
Reservatet Fulltofta gård  består i sydöst till största delen av åker- och ängsmarker. I sydväst vid Östra Ringsjöns strand finns trädbevuxna hagmarker och en nyanlagd fågeldamm - Gäddängen. Vid Ringsjöns strand finns det ett högt fågeltorn och ute på Nunnäsuddens södra strand ett mindre fågeltorn. Den västra och norra delen är en mosaik av ek - avenbokskogar, hagar, ädellövskogar, hedmark och alkärr. Fulltofta gård  och Fulltofta-Ringsjön är även natura 2000-områden. Fulltofta kyrka och Fulltofta gård ingår ej i naturreservatet, men är båda omgivna av det.
Reservatet Fulltofta-Häggenäs ligger norr om Fulltofta gård och består huvudsakligen av ekskog och öppna hagmarker.
Reservatet Östra Fulltofta ligger öster om området Fulltofta gård.

## Flora och fauna
Den omväxlande vegetationen och de skiftande naturtyperna medför ett rikt djurliv med däggdjur såsom hare, kanin, rådjur, räv, vildsvin och älg.
Av häckande fåglar finns arter som bivråk, brun kärrhök, kungsfiskare, nattskärra, röd glada, spillkråka, stork, trana och törnskata. Ett antal fåglar, som exempelvis blå kärrhök, fiskgjuse, kungsörn, mindre sångsvan, silvertärna och vitkindad gås använder Fulltofta och Ringsjön som rastplats. Även tillfälliga exotiska fågelarter som brandkronad kungsfågel, brun glada, fjällgås, flodsångare, purpurhäger, ringand, snösiska, svarthalsad dopping och svart stork har setts i reservatet. 
I Ringsjön finns fiskar såsom abborre, braxen, gädda, karp, mört, sik och den rödlistade ålen.
I reservatet finns flera rödlistade insekter såsom bredbrämad bastardsvärmare, ekbrunbagge, ekträdlöpare, liten lundpuckeldansfluga, sumpskogslöpare samt de fridlysta skalbaggarna ekoxe och läderbagge.
Vid Ringsjöns strand växer arter som hampflockel, lövbinda, sprödarv, vattenmynta och den ovanliga spjutskråp som har sin enda svenska inlandslokal vid Ringsjön. Norr om stranden finns gåsört, småborre, strandranunkel, strätta och rörflen. På de trädklädda betesmarkerna väster om Ringsjön växer blodrot, gulmåra, liten blåklocka, nålsäv, stagg, äkta förgätmigej och ängsvädd. På den fuktiga slåtterängen norr om betesmarkerna växer arter som frossört, humle, kärrsilja, älgört och ängsbräsma.
I Ek och avenbokskogarna växer gulsippa, gulplister, lundslok, och skogsbingel. I Ekskogarna finns kransrams, kärrfibbla, stor häxört, och storrams. I den tidvis översvämmade skogen, alluvial skog, sydöst om kohagen finns gullpudra, kaprifol, nattviol, styvmorsviol, såpnejlika och ängsbräsma. På de trädbevuxna kullarna norr om vägen till Nunnäs växer arter som gökärt, jungfrulin, skogskovall, ängsfryle och ärenpris. På de torra hedarna nordöst om kullarna växer backsippa, backtimjan, brudbröd, gullviva, hirsstarr, jordtistel och åkervädd.
Av lavar finns många rödlistade sorter. På de trädklädda betesmarkerna finns exempelvis gammalekslav, grå skärelav, gul dropplav, liten blekspik, rödbrun blekspik och sydlig blekspik. I ekskogarna finns liten sönderfallslav, matt pricklav, parknål och puderfläck.

## Fulltofta strövområde
Fulltofta strövområde sammanfaller i viss utsträckning med Fulltofta naturreservat, men medan naturreservatet i första hand ligger väster om riksväg 13 och ut i Östra Ringsjön breder strövområdet framför allt ut sig öster om riksväg 13. Strövområdet ägs och sköts av Stiftelsen Skånska Landskap, Stiftelsen för fritidsområden i Skåne och
O.D. Krooks donation i Malmöhus län. 
Fulltofta är Skånes största strövområde. Här finns ett tiotal markerade stigar av olika längd. Tre av dessa (Ravinslingan, Fiskestigen och Strandpromenaden) är anpassade för barnvagn och rullstol, och är certifierade av Turism för alla. En natur- och kulturstig berättar om områdets utveckling under 300 år. Vandringsleden Skåneleden passerar området.
I Bjeverödsdammen finns inplanterad regnbåge, öring och bäckröding. Vid Fiskarehus vid Ringsjön fiskas abborre, gädda, regnbåge och ål.

## Fulltofta Naturcentrum
I Kvarröds gård, öster om riksväg 13, invigdes i oktober 2006 ett Naturcentrum. För driften ansvarar Stiftelsen Skånska Landskap. Naturcentrat som har café, konferenslokal och utställningar är inrymt i gården och ekonomibyggnaden på Kvarröd. Gården omnämndes första gången redan 1560. Namnet tolkas som kvarnröjning. 
Naturcentrums utställningsbyggnad är kretsloppsanpassat och i möjligaste mån koldioxidneutralt. Flera utställningar om natur och uteliv finns i lokalerna. I kulturlandskapet utanför bevarat med skvaltkvarn, storkhägn, skottskog och ett torparmuseum. 

## Storkhägnet och Gädde-eken

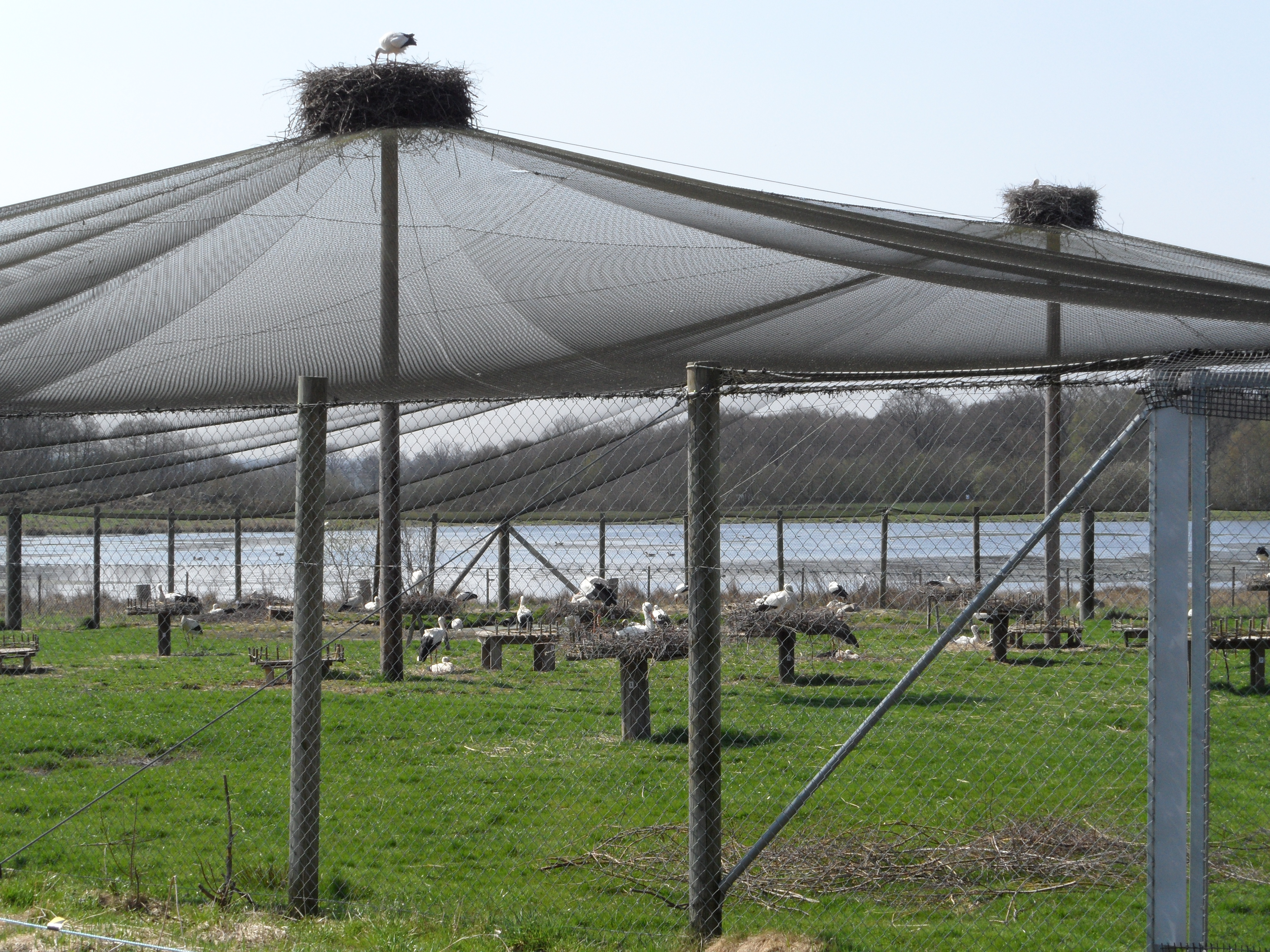
Storkhägnet i Fulltofta

På grusvägen från Fulltofta by till Östra Ringsjön passerar man efter cirka 500 m Storkprojektets största hägn. Efter ytterligare 500 meter kommer man till en ekskog, Kohagen, med många gamla och grova ekar. En av dessa ekar kallas Gädde-eken som med en ålder på cirka 500 år är en av Skånes äldsta ekar. I Kohagen finns den mycket sällsynta skalbaggen läderbaggen som lever i de gamla ekarnas mulm.

## Mörkrets gravfält och S:ta Magnhilds källa
Ringsjöbygden är klassisk mark för arkeologer och de rika fynden från stenåldern vittnar om bebyggelse redan från mesolitisk tid (till exempel i Ageröds mosse). Fulltofta socken är fornlämningsrik och kulturlandskapet har en ålderdomlig karaktär genom inslag av stengärdesgårdar och lövskogsodlingar. 

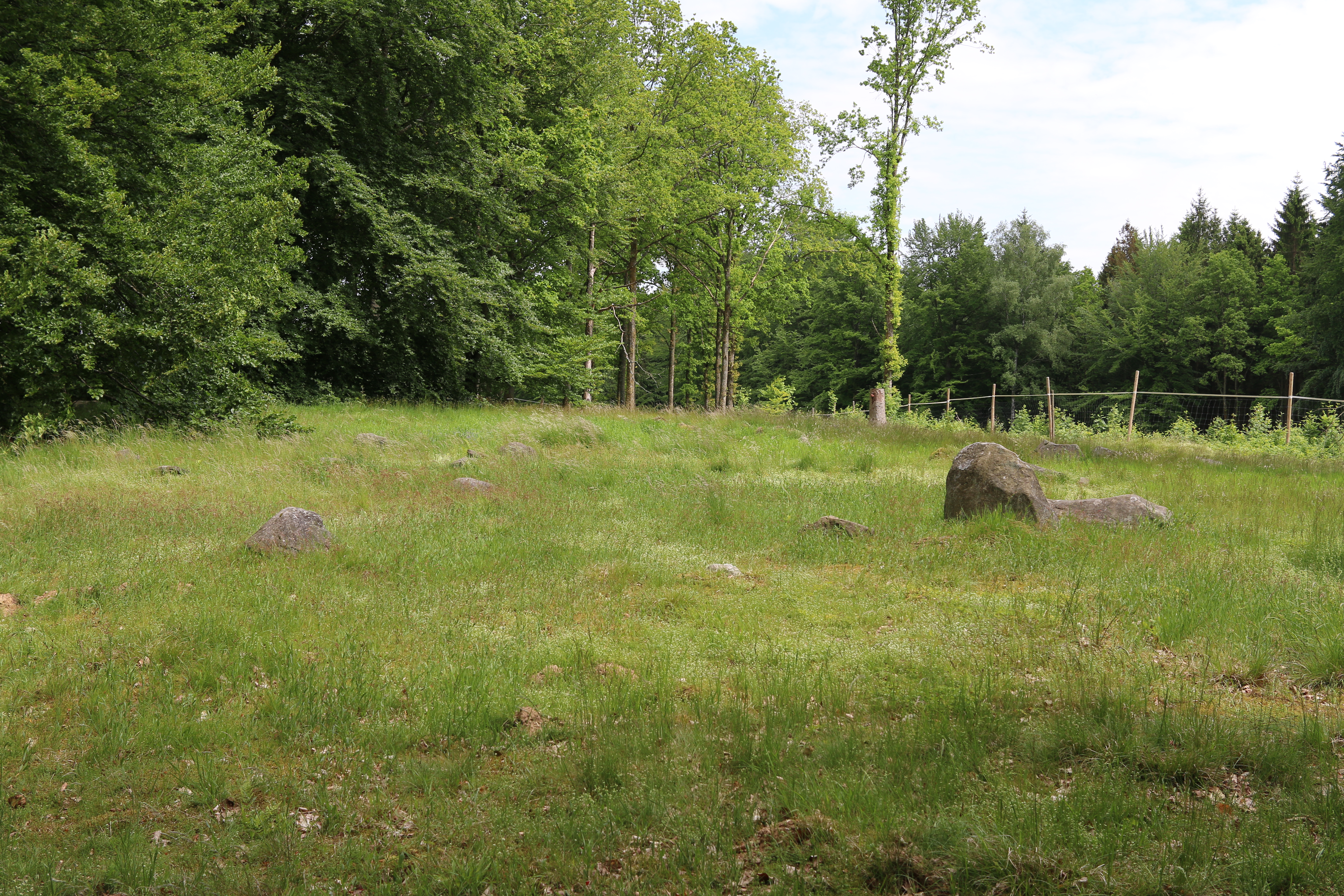
Mörkrets gravfält

Strax söder om Kvarröds gamla gård där naturcentret idag är inrymt ligger Mörkrets gravfält. Gravfältet är från järnåldern och består av åtta runda stensättningar, en kvadratisk stensättning, en treudd, tio domarringar samt femton resta stenar och klumpstenar. Treudden har tolv meter sida, har en grop i mitten och är belägen i gravfältets östra del. Domarringarna är mellan fem och tolv meter i diameter, består av fem till tolv stenar och är främst koncentrerade till gravfältets västra del. Den största stensättningen är 12 meter i diameter och högliknande samt är belägen i gravfältets bortersta hörn i ostnordost. Den kvadratiska stensättningen är röseliknande, 12 meter i sida och knappt en halvmeter hög. Flera av gravarna är övertorvade och otydliga. Gravfältet är anlagt i ett dominerande läge på ett åskrön/moränrygg, idag omgivet av tät granskog.
På andra sidan vägen mellan Hästäng och Fulltofta, cirka 200 meter söder om gravfältet, ligger S:ta Magnhilds källa. Offerkällan är rund och stensatt med sandbotten. Enligt sägnen ska Magnhild ha mördats år 1215 av sin sonhustru. På likfärden mot Fulltofta kyrka föll hennes kropp av vagnen vid Hästängs vång och där sprang en källa med kristallklart vatten fram. Vid källan finns en minnessten.
Cirka 100 meter norr om Mörkrets gravfält på samma sida om Skåneleden finns ytterligare ett gravfält med fem stensättningar. Strax utanför strövområdet/naturreservatet nära Östra Ringsjön ligger också Nunnäs gravfält.

## Bildgalleri

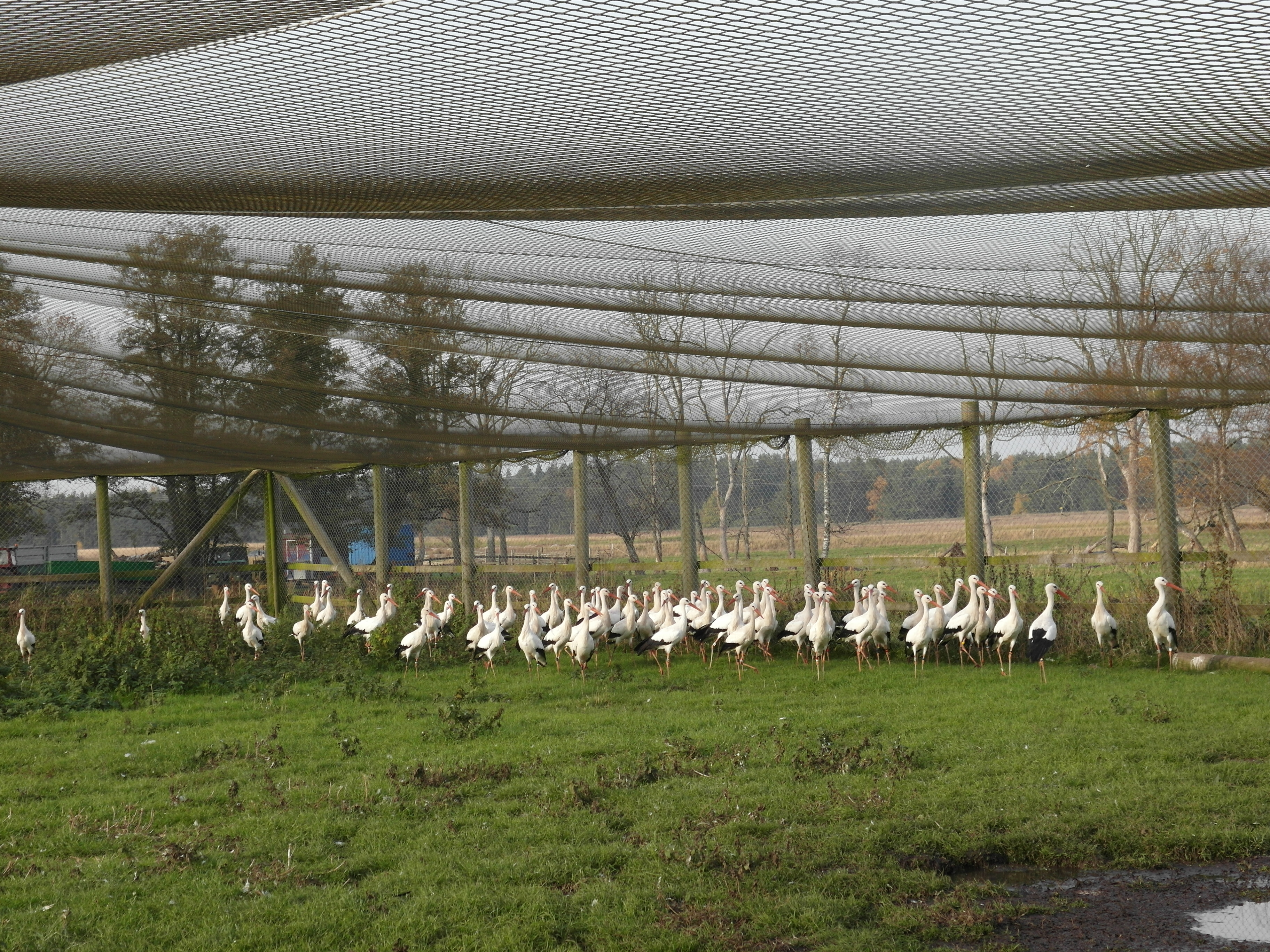
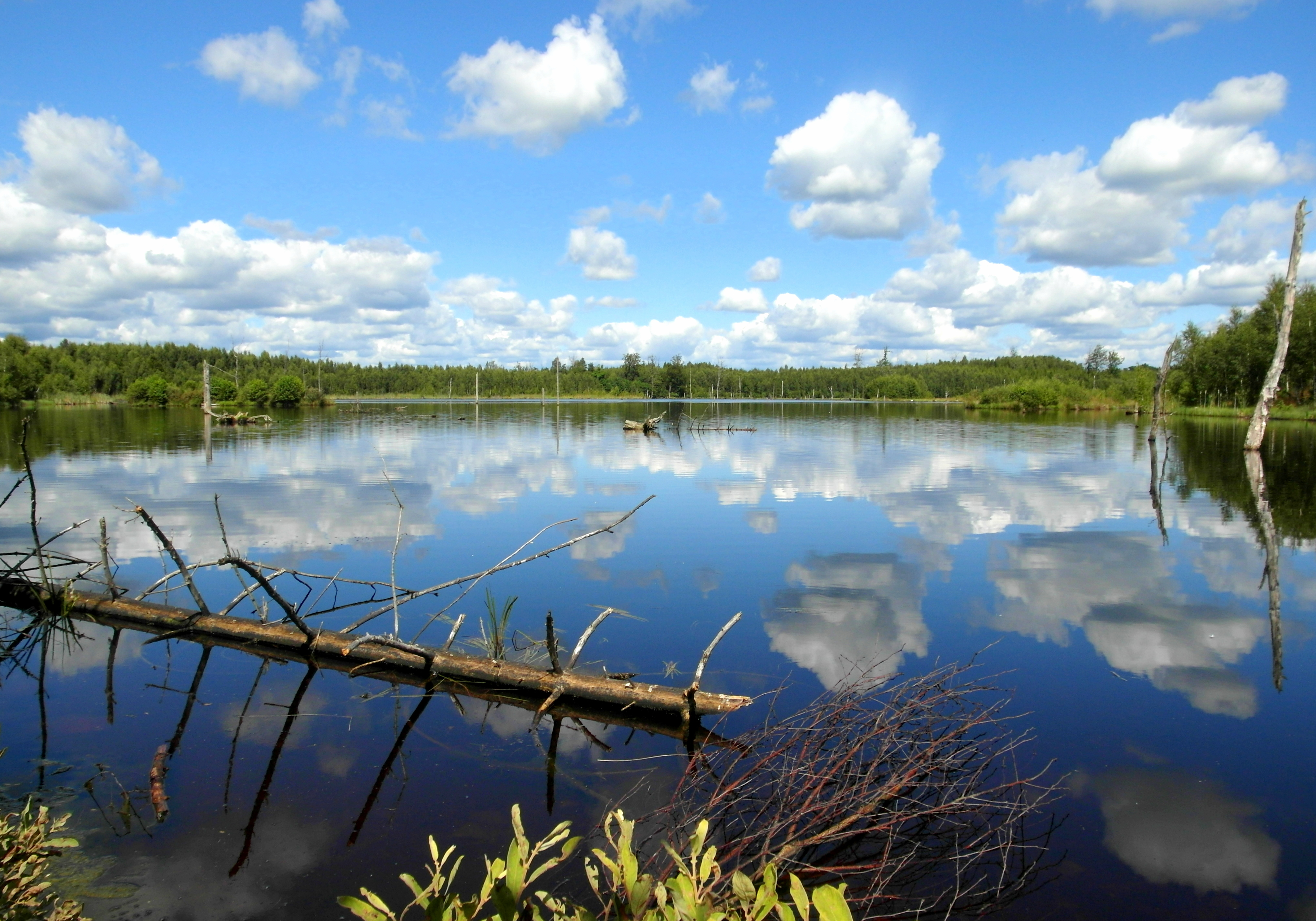
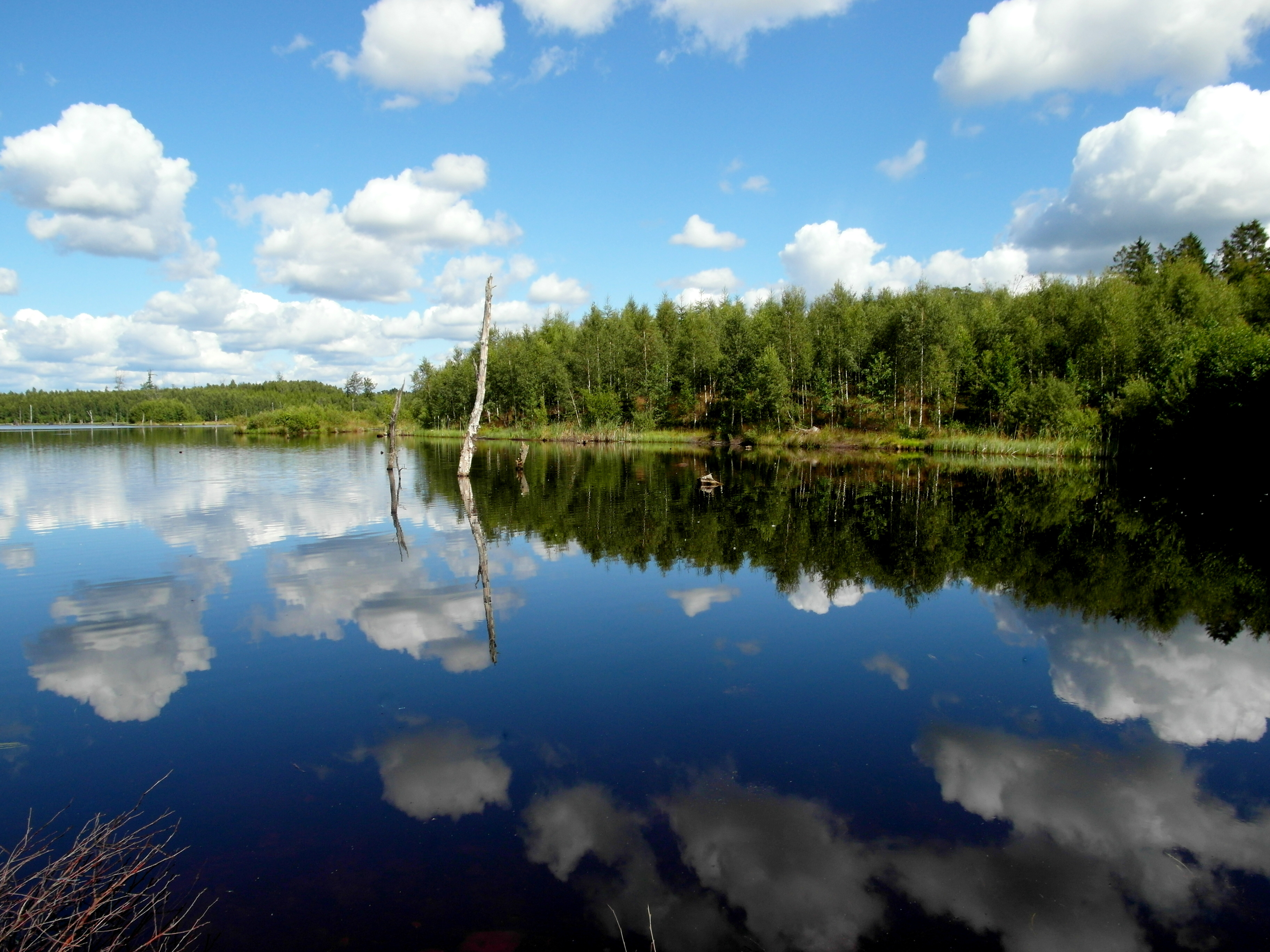